# Волинські старожитності
Волинські старожитності — дочірнє підприємство державного підприємства «Науково-дослідний центр „Охоронна археологічна служба України“» Інституту археології НАН України, провідна наукова археологічна установа Волинської області у складі Національної академії наук. Скорочена назва: ДП «ОАСУ-Волинь»
Діяльність припинена у 2016 році.